# Cleptometopus bhutanensis
Cleptometopus bhutanensis är en skalbaggsart som beskrevs av Stefan von Breuning 1975. Cleptometopus bhutanensis ingår i släktet Cleptometopus och familjen långhorningar. Inga underarter finns listade i Catalogue of Life.